# Brighton (Illinois)
Pour les articles homonymes, voir Brighton (homonymie).
Brighton est un village de l'Illinois, dans les comtés de Jersey et de Macoupin, aux États-Unis.